# نجلاء عبد الله
نجلاء عبد الله (8 يونيو 1979 -)، ممثلة أردنية. تميزت في الأدوار البدوية، وعملت في عشرات الأعمال الأردنية والعربية، وعملت أيضًا في المسرح، كما شاركت في مهرجانات عربية وأردنية.

## حياتها
تخرجت من معهد سكرتارية وإدارة أعمال، وبدأت التمثيل في منتصف التسعينيات (عام 1994 تحديدًا)، تميزت في الأدوار البدوية، وعملت في مئات الأعمال الأردنية والعربية، قدمت العديد من المسرحيات، و شاركت في مهرجانات مسرحية على الصعيدين المحلي والعربي، حيث شاركت في مهرجان المسرح الأردني أكثر من مرة وفي مهرجان جرش، كما قدمت برامج تلفزيونية ومسلسلات إذاعية منها برنامج رمضان معنا أحلى وبرنامج حلوه يا بلدي على الفضائيات الأردنية.
قدمت في مسيرتها الفنية حتى عام 2008 نحو 35 عملا دراميا، منها 16 عملا بدويا، و7 أعمال من وحي البيئة الأردنية القروية، و12 عملا اجتماعيا، وبلغ مجموع أعمالها نحو 77 عملا دراميا صورت ما بين الأردن وسوريا وليبيا والخليج العربي حتى عام 2013. 

## أعمالها
- مضارب بني قرقاص
- عطر النار
- لا يأس مع الحياة
- صهيل الأصايل
- سامحونا بنحبكو
- المرقاب
- وعد لزام
- هوامير الصحراء 2
- العنود
- بلقيس
- نيران البوادي
- غلطة نوف
- عيون عليا
- عودة أبو تايه
- الكابوس
- رأس غليص (الجزء الثاني)
- أبو جعفر المنصور
- الليلة الثانية بعد الألف
- نمر بن عدوان
- جمر السنين
- آخر أيام اليمامة
- ورد وشوك
- ويبقى
- طاش ما طاش 12
- الطريق إلى كابول
- شو هالحكي
- نقطة وسطر جديد
- سيف الحق
- وينك يا درب الغنيمة
- المثل البدوي
- امواج الحلم والانتظار
- الدرب الطويل
- أتحداك يا دمعي
- جحا وأصدقاؤه
- دوائر الضياع
- رياح المواسم
- الرحيل الأخير
- الفرداوي
- الختم والخاتم
- معقول يا ناس
- الأسوار
- نجمة والاستاذ
- زهرة
- تحت الغيوم
- تحت السماء الزرقاء
- دموع القمر
- زمن أيوب
- خيوط في الظلام
- الرمضاء والنار
- حيتان المدينة
- الجرح والبلسم
- من الرأس إلى القدم
- قناديل الفجر
- عيال مشهور
- الصقر والرها
- أوان الشد
- نجاتي وحرمه
- هوائيات
- لو كنت القاضي
- الاعتزاز
- جيران
- القرية الموبوءة ج1
- القرية الموبوءة ج2
- رحيل جملة
- جرناس والخرسا
- اللغز البدوي
- راعي الجود
- سواد الليل
- رجل على الهامش
- الحقيبة
- الثوب
- سلامة تسلمك
- مواقف تاريخية
- الاخدود
- سيرة وانفتحت
- الحكاية الأخيرة بعد الألف
- شوق الرهف
- راعية الوضحا
- أيام العمر

## وصلات خارجية
- نجلاء عبد الله على موقع قاعدة بيانات الأفلام العربية